# Schlacht von Nyala
Die Schlacht von Nyala war ein Kampf um die Kontrolle von Nyala, der Hauptstadt von Süd-Darfur im Sudan, zwischen den paramilitärischen Rapid Support Forces (RSF) und den sudanesischen Streitkräften während des laufenden Darfur-Feldzugs. Die Kämpfe fanden zwischen dem 15. und 20. April 2023 statt und forderten Hunderte von Toten. Ein von der Zivilbevölkerung vermittelter Waffenstillstand setzte die Kämpfe am 20. April außer Kraft.

## Hintergrund
In den frühen Morgenstunden des 15. April 2023 begannen loyale Soldaten der Rapid Support Forces eine Reihe von Angriffen auf wichtige Gebäude in Khartum, vor allem auf den internationalen Flughafen von Khartoum. Während der internationale Flughafen von den RSF eingenommen wurde, gingen die Straßenkämpfe in Khartum und den benachbarten Städten Omdurman und Bahri weiter. Die RSF eroberte auch den Präsidentenpalast, die Residenz des ehemaligen sudanesischen Präsidenten Omar al-Bashir, und griff einen Militärstützpunkt an. Nutzer auf Facebook Live und Twitter dokumentierten, wie die sudanesische Luftwaffe über die Stadt flog und die Ziele der RSF angriff.

### Herkunft in Darfur
Die Geschichte der Konflikte im Sudan ist geprägt von ausländischen Invasionen und Widerstand, ethnischen Spannungen, religiösen Streitigkeiten und dem Wettbewerb um Ressourcen. In der jüngeren Geschichte des Landes wurden in zwei Bürgerkriegen zwischen der Zentralregierung und den südlichen Regionen 1,5 Millionen Menschen getötet, und ein [[Darfur-Konflikt|anhaltender Konflikt in der westlichen Region Darfur]] hat zwei Millionen Menschen vertrieben und mehr als 200.000 Menschen getötet. Seit der Unabhängigkeit im Jahr 1956 hat der Sudan mehr als 15 Militärputsche erlebt und wurde während des größten Teils seines Bestehens vom Militär regiert, mit nur kurzen Perioden einer demokratischen zivilen parlamentarischen Regierung.

### Vor dem Krieg
Nyala war während des Darfur-Krieges eine der größten Flüchtlingsunterkünfte in Darfur und wurde auch stark von kriegführenden Armeen angegriffen. Dies hat dazu geführt, dass Nyala in den letzten Jahrzehnten eine Stadt mit einer übermäßigen Anzahl von Kriegen und Kämpfen ist.

## Verlauf

### Erste Schlacht von Nyala (15.–20. April)
Die Auseinandersetzungen begannen am frühen Morgen des 15. April. Wegen des Ausbruchs der Kämpfe wurden alle Märkte und Schulen in Nyala geschlossen, und die Zivilbevölkerung wurde aufgefordert, in ihren Häusern zu bleiben. Das Krankenhaus von Nyala gab an, dass sechs Zivilisten bei den Zusammenstößen getötet worden seien. Die meisten Kämpfe fanden innerhalb der Stadt statt, und bei einem Angriff auf den al-Malja-Markt wurden drei Menschen getötet. Die SAF behauptete außerdem, einen Angriff der RSF auf den internationalen Flughafen Nyala und die daneben liegenden regionalen Kommandostützpunkte der sudanesischen Armee abgewehrt zu haben. Am ersten Tag der Kämpfe wurden in Nyala und Khartum mindestens elf Menschen getötet und in Nyala über sechzehn verletzt. Andere lokale Beobachter berichteten, dass allein am ersten Tag 22 Menschen getötet wurden.
Am 16. April gab es in Nyala die meisten Todesopfer bei den Kämpfen, und es kam zu Kämpfen in den SAF-Stützpunkten und in der Nähe des Krankenhauses von Nyala. Die RSF übernahm am 16. April die Kontrolle über den Flughafen von Nyala, nachdem ein 90-minütiger Angriff die sudanesischen Streitkräfte in die östlichen Viertel der Stadt gedrängt hatte. Bei Kämpfen in Kabkabiya wurden drei Mitarbeiter des Welternährungsprogramms getötet, was die Organisation veranlasste, alle Aktivitäten in Darfur, einschließlich Nyala, einzustellen. Über die fortgesetzten Angriffe am 16. April und die Zahl der Todesopfer unter der Zivilbevölkerung war wegen des Kriegsnebels wenig bekannt.
Mehrere Büros von UN-Organisationen wurden in Nyala von der RSF geplündert, darunter das WFP, das UNHCR und UNICEF. Médecins Sans Frontières berichtete, dass sie in der Stadt keine Hilfsmaßnahmen mehr durchführen konnten, da ihre Büros in Nyala geplündert worden waren. Die RSF nahm an diesem Tag auch das Finanzministerium von Süd-Darfur ein, und Kämpfen zwischen Armeekräften und der RSF in den Stadtvierteln El Wadi, El Geer und El Sereif veranlassten Zivilisten zur Flucht. Das Flüchtlingslager El-Salam, das an Nyala angrenzt, war aufgrund der Kämpfe ebenfalls von der Versorgung abgeschnitten. Die RSF hat auch die Kontrolle über das Hauptquartier des 7. Regiments der sudanesischen Armee übernommen.
Am 18. April waren die Kämpfe teilweise abgeflaut, und unbekannte bewaffnete Männer auf Rikschas, die angeblich mit der RSF in Verbindung stehen, patrouillierten durch die Stadt, plünderten NRO und plünderten Geschäfte. Der Diebstahl fand in der Nyala Crops Exchange und im Polizeipräsidium im Industriegebiet der Stadt statt. Am Abend des 18. April stellte das Nyala Central Hospital seinen Betrieb ein, weil es keinen Strom gab. Die Verletzten wurden in das Lehrkrankenhaus von Nyala und das sudanesisch-türkische Krankenhaus, die beiden anderen Krankenhäuser in der Stadt, gebracht. Andere medizinische Organisationen, darunter Ärzte ohne Grenzen, stellten ihre Arbeit ein, da sie die Zivilbevölkerung aufgrund der Kämpfe nicht erreichen konnten. Die meisten Kämpfe fanden weiterhin in der Nähe des internationalen Flughafens Nyala und des daneben liegenden Kommandos der 16.  Division statt.
Weitere Berichte über die mit der RSF verbündeten Bewaffneten tauchten am 19. April in Nyala auf, als die Gewalt weiter zunahm. Zu dieser Zeit kontrollierte die sudanesische Armee den Militärstützpunkt der 16. Division und die RSF den Flughafen, wobei ein Anwohner erklärte, dass sie „das Gebiet zu 50 Prozent kontrollieren“. Der Tag verlief in der Stadt relativ ruhig, obwohl es nachts in den Stadtvierteln zu Protesten von Zivilisten gegen die RSF und die SAF kam.
Am 20. April wurden die Kämpfe zwischen der RSF und der SAF durch einen von Zivilisten vermittelten Waffenstillstand beendet. Auch das Nyala Central Hospital nahm seinen Betrieb wieder auf, nachdem die Stadt wieder mit Strom versorgt wurde. Im Norden der Stadt kam es im Laufe des Tages zu weiteren Kämpfen, und die Barrikaden für die Zivilbevölkerung wurden nicht niedergerissen. Am 20. April befanden sich RSF-Kräfte in den Stadtvierteln El Matar, El Riyadh und El Malja in der Nähe des Flughafens. Die RSF hatten auch die Kontrolle über den Geheimdienst von Süd-Darfur und das Polizeipräsidium von Nyala im Osten der Stadt. Die SAF kontrollierte viele Waffenlager, Ministerien und das Hauptquartier der Armee.

### Waffenstillstand in Kraft (21. April bis 5. Mai)
Der Waffenstillstand wurde bis Mai aufrechterhalten. Das türkische Krankenhaus in Nyala gab bekannt, dass die Kämpfe in der Umgebung des Krankenhauses nachgelassen haben und die meisten Krankenhäuser ihre Arbeit wieder aufnehmen können. Das Bildungsministerium in der Stadt wurde am 21. April trotz des Waffenstillstands niedergebrannt. Acht Leichen wurden in den Tagen nach den Kämpfen von Zivilisten in Gebieten eingesammelt, die aufgrund der Kämpfe nicht erreichbar waren. Auch der Markt kehrte zurück, obwohl die Preise hoch waren. In der Zwischenzeit wurden die Insassen des Gefängnisses von Nyala entlassen, da es an Nahrungsmitteln und ausreichenden Gütern für ihre Unterbringung mangelte. Bei den Kämpfen wurden nach vorläufigen Angaben über 60 Zivilisten getötet und 279 verletzt.

### Sporadische Zusammenstöße (6.–7. Mai, 18. Mai)
Am 6. Mai kam es in Nyala ein zweites Mal zu Zusammenstößen, nachdem RSF-Kämpfer versucht hatten, Lagerhäuser in dem von der SAF kontrollierten Viertel al-Nahba zu plündern. Die Kämpfe weiteten sich dann auf zwei weitere Stadtteile aus. Am 7. Mai berichtete Al Jazeera, dass die sudanesischen Streitkräfte die RSF aus Nyala vertrieben hatten. Danach stiegen die Diebstähle in der Stadt sprunghaft an, und viele Märkte wurden geschlossen.
Am 15. Mai unterzeichneten 80 Führer von Stämmen aus Süd-Darfur ein Dokument, in dem die RSF und die SAF aufgefordert wurden, die Kämpfe einzustellen. Am 18. Mai kam es jedoch erneut zu Kämpfen in der Zentralbank von Nyala, nachdem verärgerte RSF-Soldaten mit SAF-Truppen kämpften, die ihre Gehaltsschecks entgegennahmen. Am Tag zuvor hatte Abdel Fattah al-Burhan die RSF nicht mehr anerkannt, so dass die RSF-Soldaten keine Gehaltszahlungen der Regierung mehr erhielten. Am 21. Mai wurden vierundzwanzig Mädchen, einige davon erst 14 Jahre alt, von RSF-Kämpfern im Aldaman-Hotel in der Stadt vergewaltigt. Einige der Mädchen konnten entkommen.
Am 20. Mai wurde das Dorf Abu Adam in der Nähe von Nyala von mutmaßlichen RSF-Kämpfern in Brand gesteckt, wie Satellitenaufnahmen von Ende Mai zeigen. Auch in der Stadt wurden zahlreiche Märkte in Brand gesetzt, und die Bewohner gaben an, dass auch die Wasserpumpen außer Betrieb waren.